# ブラッシュボイス
株式会社ブラッシュボイス(Brush Voice, inc.) は日本のボイストレーニングスクール。

## 会社概要
2007年3月に設立され、代表取締役社長は青木秀敬。関東圏を中心に、近畿、東海、中国・四国地域でも展開している。
また、ボイストレーニング事業と平行して2008年3月より音楽制作事業も行なっており、南俊介、米田直之、漆野淳哉などの音楽製作者が数名在籍している。

## 特徴
生徒への毎月の受講料は他のボイストレーニングスクールに比べると安価ではあるが、同価格帯で60分のマンツーマンレッスンを行うボイストレーニングスクールは他にはないと思われる。
安価でレッスンを受けられ、自宅にレッスン環境のあるボイストレーナーのレベルは高いと一般的に言われ、質の高いレッスンを受けられる事でも知られる。
1コマ60分のマンツーマンレッスンのみを行なっており、グループレッスンは採用していない。
- 誰にでもよく解るボイストレーニング
- 誰もが上達できるボイストレーニング

上記の2点を基本理念としてレッスンを遂行している。
無料体験レッスンは地域統括の代表トレーナーが行い、その際に生徒の特性や方向性、レッスン希望場所を相談した上で決めている。
無料体験レッスンは時々によって1時間であったり1時間半であったりと、曖昧な場合があるが、正式には1時間である。
理由として、ルーティン化された内容ではなく、生徒個々の特性に合わせた内容で無料体験レッスンを行なっているからであると思われる。

## レッスンコース
主なボイストレーニング受講コースは、大きく分けて『一般歌唱コース』『会話・対話コース』『日本ボイストレーナー連盟資格認定試験合格対策コース』の３つである。

### 一般歌唱コース
歌唱力向上を目指す人に向けたコース。アマチュアのバンドを続けたい方やカラオケを上達したい人に向けた歌唱コース。

### 会話・対話コース
一般会話力の向上を目指す人に向けたコース。

### 日本ボイストレーナー連盟資格認定試験合格対策コース
一般社団法人日本ボイストレーナー連盟が実施しているボイストレーナー資格認定試験に合格する為に設けられた資格試験対策コース。

### プロダクション所属者専用コース
芸能事務所所属者専用のコース。

### 特別プロフェッショナルコース
音楽制作者の中のクリエイター陣から作詞・作曲のレッスンがマンツーマンで可能であり、ボイストレーニングも行う。
専門学校のボーカル科に比べて3分の1の金額で同じレベル、またはそれ以上のレッスンが可能。

## 関連リンク
2019年、本気で歌手デビューするオーディション！

## 音楽制作者一覧
- 南俊介
- 漆野淳哉